# Tybalmia ianthe
Tybalmia ianthe är en skalbaggsart som beskrevs av Dillon 1945. Tybalmia ianthe ingår i släktet Tybalmia och familjen långhorningar.
Artens utbredningsområde är Panama. Inga underarter finns listade i Catalogue of Life.